# Mathlynn Sasser
Mathlynn „Mattie“ Langtor Sasser  (* 25. Dezember 1996 in Mili) ist eine Gewichtheberin von den Marshallinseln.

## Karriere
Mathlynn Sasser trat bei den Olympischen Spielen 2016 in Rio de Janeiro im Leichtgewicht an und belegte den elften Rang. Bei der Eröffnungsfeier war sie Fahnenträgerin der Delegation von den Marshallinseln.
Bei den Panamerikanischen Spielen 2019 in Lima trat sie für die Vereinigten Staaten an und gewann die Silbermedaille.